# 小行星9710
小行星9710（英語：9710）是一颗围绕太阳公转的小行星。1964年11月9日，紫金山天文台在南京发现了此天体。
这颗小行星的绝对星等为341.66062等。